# Tragana
Tragana (en griego, Τραγάνα) es un pueblo de la unidad periférica de Mesenia, que pertenece al municipio de Trifylía, a la unidad municipal de Gargalianoi y a la comunidad local de Lefki. En el año 2011 su población ascendía a 98 habitantes.

## Arqueología
Cerca de este pueblo hay un yacimiento arqueológico que fue excavado inicialmente por Andreas Skiás y Konstantinos Kourouniotis y posteriormente ha habido otras campañas de excavaciones dirigidas por Spyridon Marinatos y Georgios Korrés.
En él se han encontrado los restos de un asentamiento de principios de la Edad del Bronce y dos tumbas abovedadas. Muchos de los hallazgos se encuentran en el Museo Arqueológico de Jora y algunos en el Museo Arqueológico Nacional de Atenas.  

### Asentamiento prehistórico
El asentamiento fue hallado en el lugar llamado Vorulia. Fue construido en el Heládico Medio y permaneció en uso hasta el Heládico tardío IIIC, abarcando, por tanto, un amplio periodo, aproximadamente entre los años 2000 y 1060 a. C. entre los hallazgos destaca un edificio pertenecientes al Heládico Tardío I donde se hallaron múltiples recipientes que pudo tener una función de almacenamiento.

### Tumbas abovedadas
Por otra parte, en el lugar conocido como Viglitsa, se hallaron dos tumbas abovedadas. Una de ellas estuvo en uso aproximadamente desde 1600 a. C. hasta el periodo protogeométrico. Un hallazgo significativo es un sello donde se representa un grifo con alas y otro es un pixis fechado en el siglo XII a. C. donde aparece representado lo que parece un barco de vela. La segunda tumba es ligeramente más antigua que la primera, estuvo en uso hasta el año 1100 a. C. y hay signos de que se volvió a utilizar como lugar de vivienda en el periodo helenístico.

### Tumba de los atletas
Además, en el lugar conocido como Tsopani Raji, se encontró un túmulo con cinco tumbas del periodo helenístico que se conoce como la «tumba de los atletas». En ellos se han hallado restos óseos de hombres jóvenes y un ajuar funerario compuesto por diademas, monedas, herramientas, lámparas y recipientes, además de la base de una columna. Las monedas y las lámparas han contribuido a datar con mucha precisión la fecha de estos restos, en torno a los años 220-182 a. C.